# Southern Party
El Southern Party (Partit del Sud) és un partit polític de caràcter neoconfederat, és a dir, partidari de la reconstitució de la independència dels Estats Confederats d'Amèrica, i que va assolir el màxim efecte el 1999. Els seus principals caps han estat George Kalas, Mike Crane i Madison Cook. El darrer cap del partit fou Jerry Baxley, qui més tard fundaria el Southern Independence Party i hi aplegaria les restes del partit, que s'ha dividit en nombroses seccions locals, principalment les de Geòrgia, Tennessee i Kentucky.